# Arteria inferior anterior cerebelli

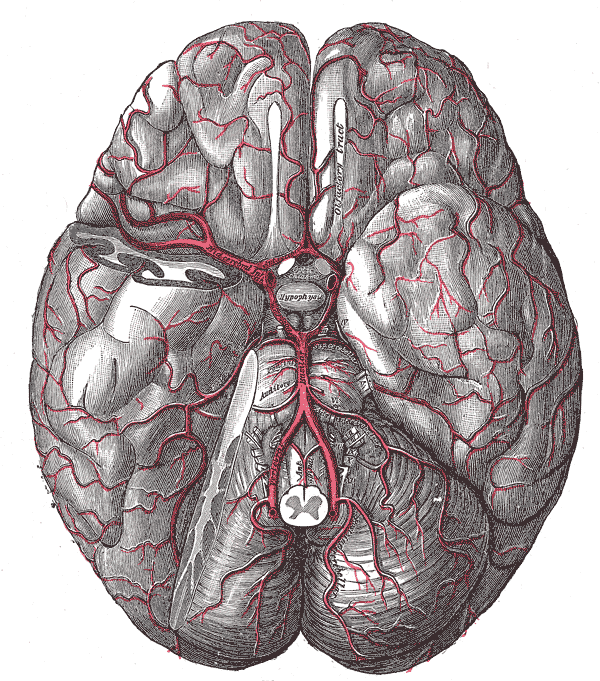
Ansicht des Gehirns von unten mit arteriellen Blutgefäßen.
Beidseits des in der Darstellung durchtrennten Rückenmarks (die schmetterlingsförmige Struktur) liegt die Arteria vertebralis, nach deren Zusammenfluss zur Arteria basilaris ist die Arteria inferior anterior cerebelli der erste Seitenast.

Schematische Darstellung des Circulus arteriosus cerebri und anderer arterieller Gefäße, darunter die aus der Arteria basilaris hervorgehende Arteria inferior anterior cerebelli.

Die Arteria inferior anterior cerebelli (lat. „untere vordere Kleinhirnschlagader“; kurz AICA nach engl. anterior inferior cerebellar artery) ist ein paariges arterielles Blutgefäß und eines der hirnversorgenden Gefäße. Im Regelfall ist sie die kaliberschwächste der drei Kleinhirnarterien. Sie geht aus der Arteria basilaris hervor und über- (80 %) oder unterkreuzt (20 %) den Nervus abducens. Dann zieht sie zwischen dem Nervus trigeminus und den Nervi facialis und vestibulocochlearis zum Flocculus. Zu ihrem Versorgungsgebiet gehört ein Teil der vorderen Kleinhirnhemisphären und der seitliche (laterale) Pons. Meist (in etwa 85 % der Fälle) ist die Arteria labyrinthi, die das häutige Labyrinth des Gleichgewichtsorgans und die Sinneszellen des Innenohrs versorgt, ein Ast der A. inferior anterior cerebelli.